# スライスド・フィッシュ・スープ
スライスド・フィッシュ・スープ（Sliced fish soup）は、潮州料理が起源と考えられているシンガポール料理の一つ。魚や野菜、豆腐を材料としており、イカやエビを加えたものはシーフードスープと呼ばれる。ほとんどのホーカーセンターで売られており、価格は3.50シンガポールドルから5ドルの間であることが多い。